# Stewart Gavin
Robert Stewart Gavin (Kanada, Ontario, Ottawa, 1960. március 15. –) kanadai jégkorongozó.

## Karrier
Komolyabb junior karrierjét a CJAHL-es Nepean Raidersben kezdte 1976–1977-ben és még ebben a szezonban felkerült az Ontario Hockey League-es Ottawa 67’s egy alapszakasz mérkőzésre és részt vehetett a Memorial-kupáért vívott harcban de nem sikerült megnyerniük. A következő szezonban már a Toronto Marlborosban kezdett és 1980-ig ebben a csapatban maradt. Utolsó idénye volt a legjobb, ekkor 57 pontot szerzett. Az 1980-as NHL-drafton a Toronto Maple Leafs választotta ki a negyedik kör 74. helyén. A draft után rögtön játszhatott a Toronto Maple Leafs de 14 mérkőzés után leküldték az American Hockey League-es New Brunswick Hawksba ahol 46 mérkőzést játszott. 1981–1983 között 101 mérkőzésen léphetett jégre a Toronto színeiben. 1982–1983-ban ismét lekerült az AHL-be de ekkor a St. Catharines Saints csapatában találta magát, ahol hat mérkőzést kellett játszania. 1985-ig a Toronto Maple Leafs játékosa volt. 1985. október 7-én elcserélték a Hartford Whalersbe Chris Kotsopoulosért. A Whalersben egészen 1988-ig volt állandó kerettag és ebben a csapatban volt a legjobb szezonja 55 ponttal. 1988. október 3-án átkerült a Minnesota North Starsba. A North Starsban egészen 1993-ig játszott bár 1990–1992 között csak 73 mérkőzésen lehetett rá számítani. 1993-ban visszavonult és Minnesotából átköltözött Dallas Starsban vállalt munkát. 1994–1995-ben visszatért a jégre az IHL-es Kansas City Bladesben 18 mérkőzésre majd a következő évben a szintén IHL-es Minnesota Moose-ban játszott 22 mérkőzést. Ezután végleg visszavonult.